# Umbilicus citrinus
Umbilicus citrinus är en fetbladsväxtart som beskrevs av Wolley-dod. Umbilicus citrinus ingår i släktet navelörter, och familjen fetbladsväxter. Inga underarter finns listade i Catalogue of Life.